# Slalomeuropamästerskapen i kanotsport 2013
Slalomeuropamästerskapen i kanotsport 2013 anordnades den 6-9 juni i Kraków, Polen. 

## Medaljsummering

### Medaljtabell
| Pl. | Nation         | Guld | Silver | Brons | Totalt |
| --- | -------------- | ---- | ------ | ----- | ------ |
| 1   | Frankrike      | 4    | 0      | 0     | 4      |
| 2   | Tjeckien       | 2    | 0      | 2     | 4      |
| 3   | Tyskland       | 1    | 3      | 2     | 6      |
| 4   | Storbritannien | 1    | 1      | 0     | 2      |
| 5   | Slovakien      | 1    | 0      | 1     | 2      |
| 6   | Polen          | 0    | 2      | 1     | 3      |
| 7   | Österrike      | 0    | 1      | 1     | 2      |
| 8   | Schweiz        | 0    | 1      | 0     | 1      |
| 8   | Italien        | 0    | 1      | 0     | 1      |
| 10  | Spanien        | 0    | 0      | 1     | 1      |
| 10  | Slovenien      | 0    | 0      | 1     | 1      |
|     | Totalt         | 9    | 9      | 9     | 27     |

### Herrar
| Gren    | Guld | Poäng  | Silver | Poäng  | Brons                                                                                     | Poäng  |
| C-1     | Jan Benzien (GER)                                                                                       | 89,80  | Sideris Tasiadis (GER)                                                                                            | 91,22  | Matej Beňuš (SVK)                                                                         | 91,57  |
| C-1 lag | Slovakien Alexander Slafkovský Matej Beňuš Jerguš Baďura                                                | 98,99  | Tyskland Franz Anton Jan Benzien Sideris Tasiadis                                                                 | 100,53 | Slovenien Benjamin Savšek Anže Berčič Luka Božič                                          | 103,58 |
| C-2     | Frankrike Pierre Labarelle Nicolas Peschier                                                             | 95,33  | Polen Marcin Pochwała Piotr Szczepański                                                                           | 96,25  | Tjeckien Ondřej Karlovský Jakub Jáně                                                      | 97,06  |
| C-2 lag | Frankrike Gauthier Klauss & Matthieu Peche Pierre Labarelle & Nicolas Peschier Hugo Biso & Pierre Picco | 111,50 | Polen Marcin Pochwała & Piotr Szczepański Filip Brzeziński & Andrzej Brzeziński Dominik Weglarz & Dariusz Chlebek | 112,82 | Tyskland Franz Anton & Jan Benzien Kai Müller & Kevin Müller Eric Mendel & Alexander Funk | 118,32 |
| K-1     | Jiří Prskavec (CZE)                                                                                     | 81,17  | Michael Kurt (SUI)                                                                                                | 81,80  | Sebastian Schubert (GER)                                                                  | 83,62  |
| K-1 lag | Tjeckien Vavřinec Hradilek Jiří Prskavec Vít Přindiš                                                    | 92,30  | Tyskland Hannes Aigner Fabian Dörfler Sebastian Schubert                                                          | 93,01  | Polen Dariusz Popiela Grzegorz Polaczyk Rafał Polaczyk                                    | 94,24  |

### Damer
| Gren    | Guld                                                   | Poäng  | Silver                                                    | Poäng  | Brons                                                       | Poäng  |
| C-1     | Caroline Loir (FRA)                                    | 114,39 | Julia Schmid (AUT)                                        | 114,91 | Núria Vilarrubla (ESP)                                      | 123,21 |
| K-1     | Fiona Pennie (GBR)                                     | 91,54  | Stefanie Horn (ITA)                                       | 95,04  | Viktoria Wolffhardt (AUT)                                   | 103,48 |
| K-1 lag | Frankrike Émilie Fer Marie-Zélia Lafont Carole Bouzidi | 108,71 | Storbritannien Elizabeth Neave Fiona Pennie Bethan Latham | 116,85 | Tjeckien Štěpánka Hilgertová Kateřina Kudějová Eva Ornstová | 121,98 |